# Fratricidi

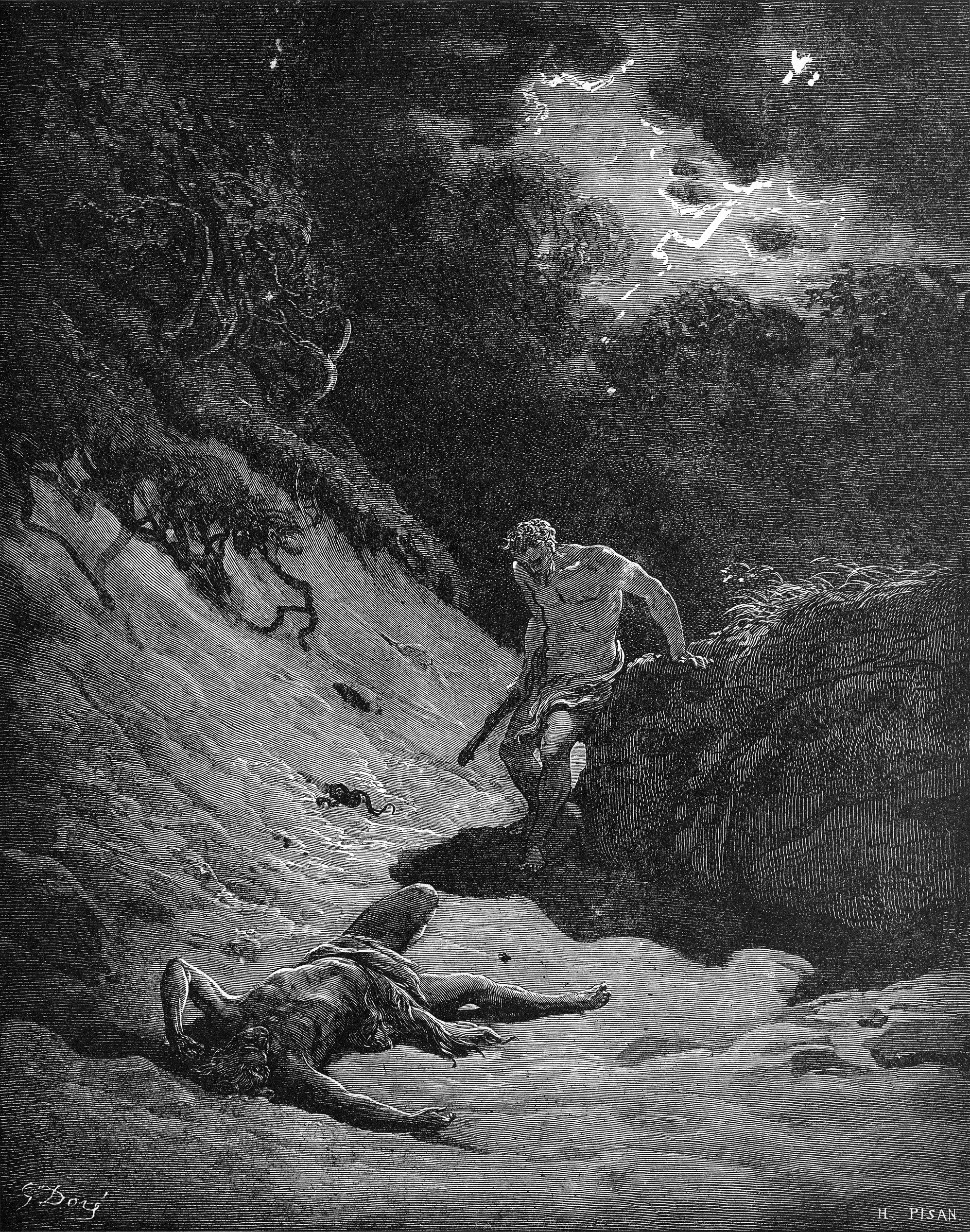
"Caín matant Abel", un fratricidi llegendari il·lustrat per Gustave Doré

Un fratricidi és l'homicidi o l'assassinat d'un germà. En la història i en la ficció hi ha molts fratricidis famosos, els motors principals són la gelosia de l'amor dels pares o de l'èxit d'un familiar pròxim, la venjança per un amor frustrat o una injustícia de la infantesa, el desig d'heretar o assumir el poder (especialment en el cas de la mort dels primogènits), prevenir línies successòries que poden ser un perill potencial o bé fruit d'una malaltia mental. En el cas d'una morta se sol parlar de sororicidi i en aquest cas cal sumar els anomenats crims d'honor com a detonant.
Alguns fratricides cèlebres:
- Claudi, que mata el pare de Hamlet
- Caín, que mata Abel
- La lluita entre Ròmul i Rem
- El déu Seth, que mata Osiris
- Berenguer Ramon II, dit el fratricida, assassinà Ramon Berenguer II, dit el cap d'estopes.
- Mehmet II
- Alfons VI de Lleó (llegendari)
- Joan Carles I d'Espanya, que matà Alfons de Borbó